# نیروی آسمان (فیلم)
نیروی آسمان (به انگلیسی: Sky Force) یک فیلم درام اکشن هندی به زبان هندی است که در سال ۲۰۲۵ منتشر شد و حول محور نخستین حمله هوایی هند به پایگاه هوایی سرگودها در پاکستان در جنگ هوایی هند و پاکستان در سال ۱۹۶۵ می‌چرخد. این فیلم با بازی آکشی کومار، ویر پاهاریا، نیمرات کور، سارا علی خان و سهام ماجومار ساخته شده است. کارگردانی این فیلم بر عهده آبیشک کاپور و سندیپ کولانی است و توسط مدوک فیلمز و جی‌او استودیو تولید شده است.
این فیلم به‌طور رسمی در اکتبر ۲۰۲۳ اعلام شد و فیلم‌برداری آن از مه ۲۰۲۳ در بمبئی آغاز گردید. عکاسی اصلی در اواخر آوریل ۲۰۲۴ به پایان رسید و فیلم‌برداری در بخش‌هایی از هند و بریتانیا انجام شد.

این فیلم در ۲۴ ژانویه ۲۰۲۵ به‌صورت سینمایی منتشر شد و با تعطیلات آخر هفته روز جمهوری هند همزمان شد. این فیلم نقدهای عمدتاً مثبتی از منتقدان دریافت کرد.

## طرح
در سال ۱۹۷۱، نیروی هوایی پاکستان به‌طور ناگهانی به یک پایگاه هوایی هند به‌دلیل درگیری کشمیر حمله می‌کند. در پاسخ، نیروی هوایی هند یک خلبان پاکستانی به نام احمد را دستگیر می‌کند. در حین بازجویی از او، گروه‌فرمانده کی. او. آهوجا متوجه می‌شود که او به‌خاطر کشتن یک افسر هندی در جنگ ۱۹۶۵ مورد تقدیر قرار گرفته است.
در سال ۱۹۶۵، آهوجا و هم‌تیمی‌هایش از جمله تی. کی. ویجایا در پایگاه هوایی آدامپور هستند. ویجایا که به‌نام “تبی” نیز شناخته می‌شود، همیشه باعث ایجاد مشکلات برای مقامات بالاتر می‌شود، اما یک خلبان ماهر و میهن‌پرست است. او رابطه نزدیکی با آهوجا دارد و او را به‌عنوان مربی خود می‌بیند، در حالی که آهوجا برادر مرحومش مونو را در ویجایا می‌بیند. دیوید لارنس، مقام ارشد آهوجا، به او اطلاع می‌دهد که ایالات متحده با ارائه ۱۲ هواپیمای جنگنده Star Striker به پاکستان، قدرت آن را تقویت کرده است. پس از دریافت اطلاعات محرمانه درباره یک حمله احتمالی از سوی پاکستان، دیوید به آهوجا دستور می‌دهد که به‌همراه یک افسر دیگر به‌صورت خطرپذیر به شناسایی برود و از مرز عبور کند.  در حین شناسایی، آهوجا و تبی چندین سلاح و توپخانه در مرز پاکستان کشف می‌کنند. با وجود اینکه توسط افسران پاکستانی دیده می‌شوند، تبی عکس‌هایی از سلاح‌ها می‌گیرد.
پس از تحلیل عکس‌ها، آهوجا پیشنهاد می‌کند که هند باید قبل از اینکه پاکستان برنامه‌اش را اجرا کند، حمله کند. لارنس این ایده را رد می‌کند زیرا دولت با حمله پیش‌دستانه هند به‌دلیل حقوق بشر موافقت نمی‌کند. به‌زودی، پاکستان در شب به پایگاه هوایی هند حمله می‌کند، در حالی که می‌داند هند هیچ هواپیمایی برای جنگ در شب ندارد. آنها پایگاه هوایی، هواپیماهای مستقر و سربازان هندی را نابود می‌کنند. در پاسخ، دولت هند تصمیم به یک ضدحمله برای نابودی پایگاه‌های هوایی مهم پاکستان و هواپیماهای Star Striker آن می‌گیرد. در حین برنامه‌ریزی، آهوجا از سخنرانی نخست‌وزیر پاکستان متوجه می‌شود که هواپیماهای Star Striker در بخش مرکزی کشور، در پایگاه هوایی سرگودها مستقر هستند. این مأموریت “Sky Force” نام‌گذاری می‌شود.
این مأموریت برای هند دشوار است، زیرا هواپیماهای موجود ظرفیت سوخت لازم برای بازگشت به آدامپور پس از حمله به سرگودها را ندارند. آهوجا چهار تیم را برای این مأموریت تشکیل می‌دهد، اما به دستور لارنس، تبی را به‌عنوان ذخیره نگه می‌دارد و او را بخشی از چهار تیم اصلی نمی‌کند. مأموریت با موفقیت انجام می‌شود و همه افسران به پایگاه‌های خود بازمی‌گردند. هنگام بازگشت، آهوja متوجه می‌شود که تبی چند دقیقه پس از زمان تعیین شده‌اش پرواز کرده و ناپدید شده است. دولت هند به جستجوی تبی توجهی نمی‌کند و او را به‌خاطر عدم پیروی از دستورات، شورشی می‌نامد. در این میان، همسر تبی، گیتا، از آهوجا می‌خواهد که او را پیدا کند زیرا او قبلاً به او وعده داده بود که از تبی مانند برادر کوچکش مراقبت خواهد کرد. با وجود تلاش‌های او، از دولت هیچ کمکی دریافت نمی‌کند که تلاش کند ناپدید شدن او را توجیه کند.
در حال حاضر در سال ۱۹۷۱، پس از سال‌ها، آهوجا به‌خاطر عدم توانایی در حفظ وعده‌اش به گیتا و از دست دادن یک برادر دیگر در جنگ، دچار احساس گناه می‌شود. در حالی که همه سربازان شرکت‌کننده در مأموریت مدال ویر چاکرا دریافت می‌کنند، مقامات تبی را با وجود مشارکت‌هایش در مأموریت نادیده می‌گیرند. آهوجا با دل‌شکستگی مدال ویر چاکرای خود را برمی‌دارد و بر روی پرتره تبی قرار می‌دهد. پس از بازجویی از احمد، او به یافتن تبی نزدیک‌تر می‌شود، اما از دولت هیچ حمایتی برای تسهیل در تحقیقات دریافت نمی‌کند.
بیست سال بعد، گروه‌فرمانده بازنشسته آهوجا، بسته‌ای از احمد دریافت می‌کند که شامل کتابی درباره جنگ هند و پاکستان در سال ۱۹۶۵ است. با شواهد بیشتر، او موفق به بازگشایی پرونده می‌شود و حتی بخشی از تیم تحقیقاتی می‌گردد. آنها به سراسر جهان سفر می‌کنند تا با افراد مختلف تحقیق کنند و در نهایت با احمد در پاکستان ملاقات می‌کنند، که داستان واقعی را برای آنها تعریف می‌کند. او به یاد می‌آورد که بهترین نبرد زندگی‌اش را با یک سرباز هندی ناشناس داشته است که از فناوری ایالات متحده فرار کرده و دو بار از موشک‌ها نجات یافته است. او فاش می‌کند که آن خلبان ناشناس تبی بوده که او از زمان پرتاب نخستین موشک او را مرده فرض کرده بود. با این حال، با مهارت‌ها و شجاعتش، هواپیمای احمد را با فدا کردن خود هدف قرار داده و در سرزمین پاکستان جان خود را از دست داده است. پس از ارائه شواهد شجاعت او، تبی به‌خاطر خدماتش به‌عنوان تنها سرباز هندی که به‌طور پست‌مؤسساتی مدال ماها ویر چاکرا دریافت کرده است، شناخته می‌شود.

## دیدگاه ها
گانش آاگلاوه از Firstpost به فیلم امتیاز ۴ از ۵ ستاره داد و اظهار داشت: 
نیروی آسمان شما را به وجد می‌آورد، گلویتان را می‌فشارد و شاید حتی چند قطره اشک به چشمان تان بیاورد. از صحنه‌های اکشن گرفته تا لحظات عاطفی، هر فریم با مخاطب ارتباط برقرار می‌کند. این فیلم داستانی از شجاعت، فداکاری و میهن‌پرستی را به زندگی می‌آورد.

 ساریکا شارما از Moneycontrol نیز به فیلم امتیاز ۴ از ۵ ستاره داد و نوشت: 
آکشی کومار و بازیگر تازه‌وارد ویر پاهاریا در این فیلم میهن‌پرستانه که به موقع قبل از روز جمهوری منتشر شده، با موفقیت از عهده کار برآمده‌اند. این فیلم در این آخر هفته حتماً باید دیده شود.
 

داوال روی از The Times of India به فیلم امتیاز ۳.۵ از ۵ ستاره داد و نوشت: 
نیروی آسمان به خاطر تصویر متعادل خود از میهن‌پرستی برجسته است و از احساسات یا خصومت‌های بیش از حد پرهیز می‌کند. این فیلم ادای احترامی مناسب است و آن را برای کسانی که به درام‌های جنگی که اقدام را با داستان‌گویی عاطفی ترکیب می‌کنند، ضروری می‌سازد. با وجود برخی نواقص در روایت، این یک پرواز سینمایی است که ارزش سوار شدن دارد.

انوک کمار از The Hindu فیلم را نقد کرد و بر این نکته تأکید کرد: 
روایت منحرف شده مانع از آن می‌شود که این بازگویی تخیلی از دستاورد یک قهرمان جنگی به افق برسد.
ریساب سوری از Hindustan Times نیز فیلم را نقد کرد و نوشت: 
عمل سنجیده آکشای کومار تعادل بین آسیب‌پذیری و سختی را برقرار می‌کند و این فیلم جنگی عاطفی را ارتقا می‌بخشد. به طور کلی، نیروی آسمان یک فیلم خوب ساخته شده است که شما را وادار به تفکر در مورد اینکه چه چیزی سربازان ما را این‌گونه بی‌نظیر می‌سازد، می‌کند.

ناندینی رام نات از Scroll.in فیلم را نقد کرد و تاکید کرد: 
متأسفانه، آنچه باید حذف می‌شد، مانند سوخت در طول یک وضعیت اضطراری، همان چیزی است که بخش عمده‌ای از داستان را تشکیل می‌دهد. با پرواز به سمت‌های مختلف به طور همزمان، نیروی آسمان به خود آسیب می‌زند.
این فیلم از وینیتا کمار از India Today امتیاز ۳ از ۵ ستاره دریافت کرد. کمار رویکرد متعادل فیلم نسبت به جینگوئیسم را ستود و به جای آن بر داستان یک قهرمان جنگی ناشناخته تمرکز کرد. سایبال چاترجی از NDTV به فیلم امتیاز ۲.۵ از ۵ ستاره داد و نوشت: “این فیلم به اندازه‌ای که معمولاً چنین فیلم‌های اکشنی طولانی هستند، خسته‌کننده نیست. بازنمود شدید رویدادهای واقعی فقط به صورت مقطعی کار می‌کند. این فیلم در انبوهی از صحنه‌های نبرد هوایی تولید شده به وسیله کامپیوتر گم می‌شود.” او همچنین ذکر کرد که هرچند نیروی آسمان ناپایدار است، بازیگری آن مناسب است. شوبرا گوبتا از The Indian Express به فیلم امتیاز ۲.۵ از ۵ ستاره داد و اظهار داشت: “نیروی آسمان، که بر روی همان عناصر مانند جنگنده سوار شده است، اما این یکی داستانی به‌طرز نازکی پوشیده از یک واقعه واقعی در طول مناقشه هند و پاکستان در سال ۱۹۶۵ است.” او حداقل استفاده از جینگوئیسم، موسیقی پس‌زمینه و debut پاهاریا را ستود.